# Monterey (Indiana)
Monterey est une municipalité située dans le comté de Pulaski, dans l’État de l'Indiana, aux États-Unis. Lors du recensement de 2020, elle comptait 182 habitants.